# Volkswagen Touran
La Volkswagen Touran è un'autovettura di tipo monovolume media prodotta dalla casa automobilistica tedesca Volkswagen a partire dal 2003 e di cui nel 2015 è stata presentata la seconda serie.

## Caratteristiche
La Touran è una monovolume omologata per sette persone, nata nell'autunno 2003 e da allora costantemente aggiornata; l'attuale modello (2015) è basato sulla piattaforma di segmento C del gruppo Volkswagen, già utilizzata da VW Golf, Audi A3, SEAT Altea, SEAT León, Volkswagen Jetta/Bora e Škoda Octavia.

## Motorizzazioni
| Modello                    | Disponibilità         | Motore         | Cilindrata (cm³) | Potenza         | Coppia max (Nm) | Emissioni CO2 (g/km) | 0–100 km/h (secondi) | Velocità max (km/h) | Consumo medio (km/l) |
| 1.4 16V TSI                | dal 2006 al 2010      | Benzina        | 1390             | 103 kW (140 CV) | 220             | 166                  | 9.8                  | 200                 | 13.4                 |
| 1.4 16V TSI/150 CV Ecofuel | dal 5/2009 al 12/2015 | Metano/Benzina | 1390             | 110 kW (150 CV) | 220             | 128/125 con dsg      | 10.1                 | 203                 | 13.4                 |
| 1.4 16V TSI/170 CV         | dal 2007 al 2009      | Benzina        | 1390             | 125 kW (170 CV) | 240             | 180                  | 8.5                  | 210                 | 12.7                 |
| 1.6                        | dal debutto al 2010   | Benzina        | 1595             | 75 kW (102 CV)  | 148             | 190                  | 12.9                 | 179                 | 12.0                 |
| 1.6 16V FSI                | dal debutto al 2006   | Benzina        | 1598             | 85 kW (115 CV)  | 155             | 178                  | 11.9                 | 186                 | 13.0                 |
| 2.0 16V FSI                | dal debutto al 2006   | Benzina        | 1984             | 110 kW (150 CV) | 200             | 190                  | 10.4                 | 201                 | 12.0                 |
| 1.9 TDI                    | dal 2005 al 2006      | Diesel         | 1896             | 66 kW (90 CV)   | 210             | 159                  | 14.9                 | 171                 | 16.2                 |
| 1.9 TDI/101 CV             | dal debutto al 2005   | Diesel         | 1896             | 74 kW (101 CV)  | 250             | 140                  | 13.5                 | 177                 | 16.2                 |
| 1.9 TDI/105 CV             | dal debutto al 2010   | Diesel         | 1896             | 77 kW (105 CV)  | 250             | 156                  | 13.2                 | 179                 | 16.2                 |
| 2.0 TDI                    | dal debutto al 2005   | Diesel         | 1968             | 100 kW (136 CV) | 320             | 162                  | 10.6                 | 197                 | 15.9                 |
| 2.0 16V TDI                | dal 2004 al 2010      | Diesel         | 1968             | 103 kW (140 CV) | 320             | 162                  | 10.2                 | 200                 | 15.9                 |
| 2.0 TDI/170 CV DPF         | dal 2006 al 2010      | Diesel         | 1968             | 125 kW (170 CV) | 350             | 174                  | 9.1                  | 214                 | 14.5                 |
| 1.6 BiFuel G               | dal 2006 al 2010      | Benzina/GPL    | 1595             | 75 kW (102 CV)  | 148             | 190                  | 12.9                 | 179                 | 12.0                 |
| 2.0 Ecofuel                | dal 2006 al 2010      | Metano         | 1984             | 80 kW (109 CV)  | 160             | 155                  | 13.5                 | 180                 | 11.0                 |

La Touran è stata sottoposta ai crash test dell'Euro NCAP una prima volta nel 2003, ottenendo il risultato di 4 stelle; nello stesso anno sono state introdotte delle migliorie che, alla ripetizione del test, le hanno fatto ottenere 5 stelle.

## Aggiornamento

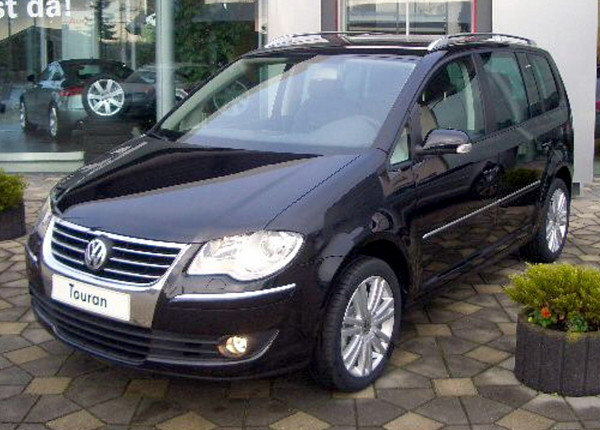
Touran del 2007

Al Salone dell'automobile di Parigi del 2006 la Volkswagen ha presentato una versione ristilizzata della Touran, messa poi in vendita dall'inizio del 2007. Le modifiche principali sono estetiche: il frontale è completamente cambiato per adeguarsi ai nuovi canoni stilistici Volkswagen (si vedano i fari a doppio cerchio, propri della Passat, mentre la coda è rimasta praticamente invariata. È stata inoltre aggiunta una versione Cross (come già avvenuto su Polo e Golf) con un look più avventuroso e country, grazie ai cerchi da 17 pollici, ai paraurti maggiorati, al diverso disegno delle luci posteriori e altre cose; a parte l'altezza da terra leggermente aumentata, la vettura non ha comunque velleità fuoristradali, vista anche la mancanza della trazione integrale. L'innovazione tecnologica più importante aggiunta con il restyling è, invece, il ParkAssist, una tecnologia che permette all'automobile di parcheggiare con l'assistenza elettronica.
| Modello         | Disponibilità    | Motore  | Cilindrata (cm³) | Potenza         | Coppia max (Nm) | Emissioni CO2 (g/km) | 0–100 km/h (secondi) | Velocità max (km/h) | Consumo medio (km/l) |
| 1.2 TSI         | dal 2010         | Benzina | 1197             | 77 kW (105 CV)  | 175             | 139                  | 11.9                 | 188                 | 16.4                 |
| 1.4 TSI         | dal 2010 al 2012 | Benzina | 1390             | 103 kW (140 CV) | 220             | 159                  | 9.5                  | 202                 | 14.0                 |
| 1.6 TDI         | dal 2010         | Diesel  | 1598             | 77 kW (105 CV)  | 250             | 134                  | 12.8                 | 183                 | 18.8                 |
| 2.0 TDI         | dal 2010         | Diesel  | 1968             | 103 kW (140 CV) | 320             | 149                  | 9.9                  | 199                 | 16.9                 |
| 2.0 TDI/170 CV  | dal 2010         | Diesel  | 1968             | 125 kW (170 CV) | 350             | 151                  | 8.9                  | 213                 | 16.9                 |
| 1.4 TSI Ecofuel | dal 05/2009      | Metano  | 1390             | 110 kW (150 CV) | 220             | 129                  | 10.2                 | 204                 | 13.4                 |

## Seconda generazione (2015)

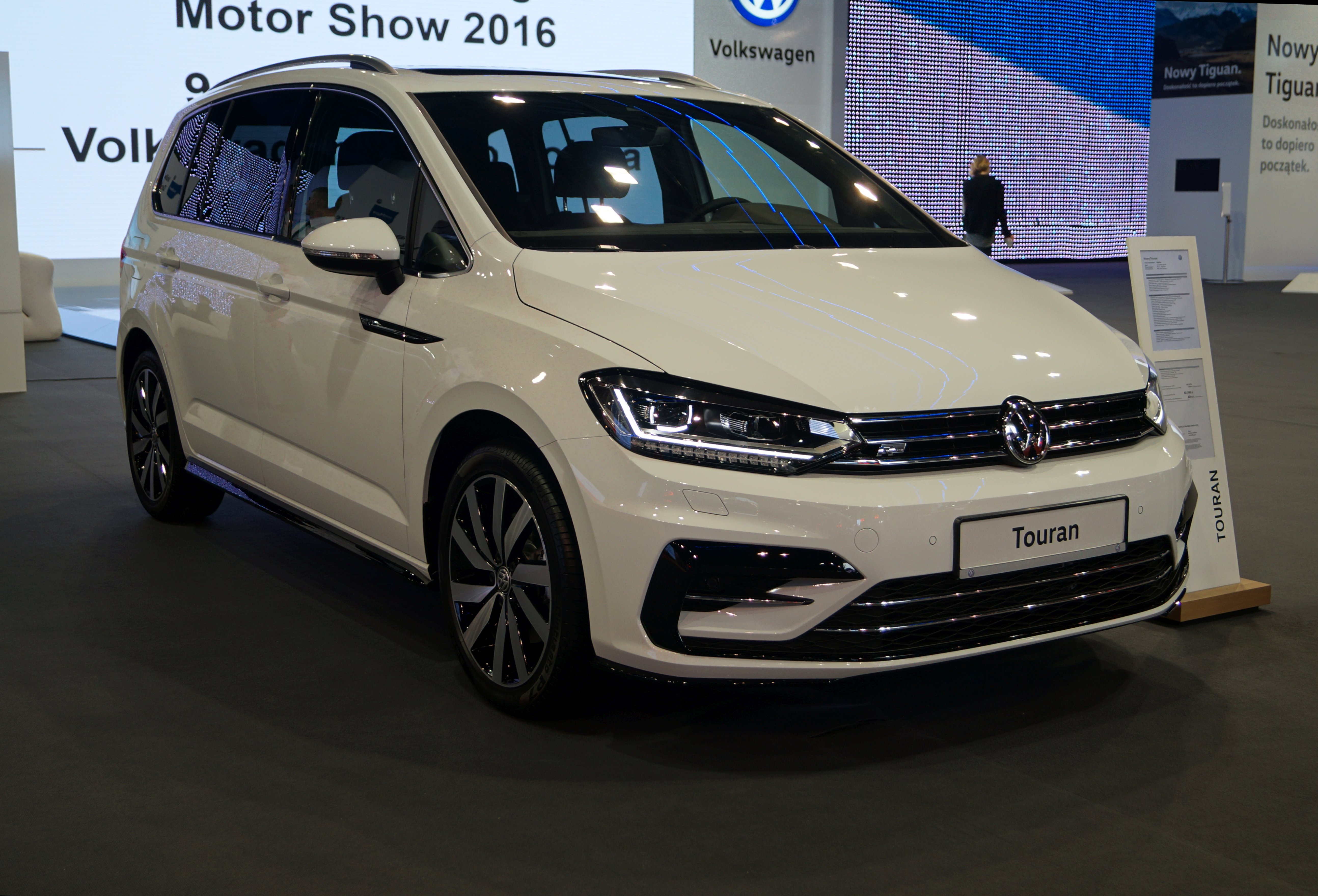
Touran seconda serie

Al Salone dell'automobile di Ginevra nel 2015 è stata presentata la nuova generazione, basata sulla piattaforma modulare MQB (la stessa della Golf).
È stata messa in vendita a partire da settembre 2015.
Anche la nuova versione è stata sottoposta ai crash test dell'Euro NCAP nel 2015, ottenendo un punteggio di 5 stelle.